# Franz Emans
Franz Emans (* 5. Dezember 1950 in Köln; † 26. März 2020) war ein deutscher Fußballspieler.

## Karriere
Im Jahr 1966 hatte Emans als Jugendspieler in der DFB-Schülermannschaft im April und Mai an den zwei Schülerländerspielen gegen England (1:2/0:1) an der Seite der Mitspieler Klaus Scheer und Jürgen Sobieray teilgenommen. Im Seniorenbereich spielte Emans mit Tasmania Berlin zwei Jahre in der Fußball-Regionalliga Berlin. In seiner ersten Saison 1969/70 traf der Stürmer in 22 Spielen viermal in das gegnerische Tor und Tas belegte den dritten Rang. In seiner zweiten Saison, 1970/71, gewann Emans mit Tasmania die Meisterschaft in Berlin. Zum überlegenen Titelgewinn steuerte er in 27 Ligaspielen 31 Tore bei. Er belegte damit in Berlin hinter Manfred Kipp mit 38 Toren und vor Norbert Stolzenburg mit 27 Toren den zweiten Platz in der Torjägerliste. In der Bundesliga-Aufstiegsrunde kam er in allen acht Spielen gegen den VfL Bochum, VfL Osnabrück, FK Pirmasens und den Karlsruher SC zum Einsatz und erzielte fünf Tore. Als am 6. Juni 1971 gegen Pirmasens ein 3:0-Heimsieg gelang, war Emans dreifacher Torschütze. Zur Tas-Meisterelf gehörten noch Spieler wie Torhüter Horst Grunenberg, Lothar Groß, Werner Ipta, Ivan Šangulin, Klaus Walleitner, Fred Hoff und Jonny Egbuono.
Zur Saison 1971/72 wechselte er in die Fußball-Bundesliga zu Rot-Weiß Oberhausen. RWO versuchte die Abgänge von Franz Krauthausen und Wolfgang Sühnholz zum FC Bayern München sowie Dieter Brozulat zu München 1860 durch den Zugang mehrerer Spieler zu kompensieren. Zusätzlich zu Emans wurden noch Tas-Kollege Fred Hoff, Ulrich Kallius, Willi Mumme, Bernd Hoffmann, Gerd Wörmer, Ludwig Denz, Herbert Liedtke und aus der eigenen Jugend Franz-Josef Tenhagen unter Vertrag genommen. Für Oberhausen absolvierte er am fünften Spieltag, den 4. September 1971, sein Debüt, als er beim Auswärtsspiel gegen Hannover 96 von Trainer Günter Brocker für Mumme eingewechselt wurde. Am 12. Oktober erzielte Emans sein erstes Bundesligator; er brachte die Kleeblattelf beim Heimspiel gegen Borussia Dortmund in der 54. Minute mit 1:0 in Führung. Oberhausen schloss die Saison mit den Leistungsträgern Friedhelm Dick, Reiner Hollmann und Uwe Kliemann mit Platz 15 ab. Emans absolvierte sein neuntes und letztes Bundesligaspiel am 6. Mai 1972 beim 5:2-Heimerfolg gegen Hertha BSC. Zur Saison 1972/73 schloss er sich SV Arminia Hannover in der Fußball-Regionalliga Nord an.
Mit den Blauen vom Stadion am Bischofsholer Damm startete er am 30. Juli 1972 mit einem 2:2-Auswärtsremis bei Bremerhaven 93 in die Saison. Er absolvierte an der Seite von Torhüter Klaus-Peter Achtert und dem Arminia Rekordspieler in der Regionalliga, Meinhardt Messner, 21 Ligaspiele, in denen er drei Tore beim Erreichen des neunten Ranges erzielte. Da er verletzungsbedingt 1973/74 nur noch auf drei Einsätze kam, beendete er im Weltmeistersommer 1974 seine höherklassige Laufbahn.